# Mannville
Mannville is een plaats in de Canadese provincie Alberta en telt 782 inwoners (2006).

## Geboren
- Frances Bay (1919-2011), actrice
- Erving Goffman (1922-1982), socioloog